# 데들리 일루전
데들리 일루전(Deadly Illusions)은 미국에서 제작된 안나 엘리자베스 제임스 감독의 2021년 스릴러 영화이다. 크리스틴 데이비스 등이 주연으로 출연하였다.

## 출연

### 주연
- 크리스틴 데이비스
- 더모트 멀로니
- 그리어 그래머
- 샤노라 햄프턴